# Aricoris cruentata
Aricoris cruentata är en fjärilsart som beskrevs av Butler 1867. Aricoris cruentata ingår i släktet Aricoris och familjen Riodinidae. Inga underarter finns listade i Catalogue of Life.